# 曼弗雷
曼弗雷（Mapfre，西班牙語發音：[ˈmafɾe]，官方排字：MAPFRE，台灣官方譯名：曼福）是一家總部位於西班牙馬哈達翁達的保險公司。是西班牙主要保險公司之一，同时也是拉丁美洲最大的非人寿保险公司。
2007年10月以15億歐元的價格買下美國汽車保險公司Commerce Insurance Group。
2010年10月買下英國旅遊保險公司InsureandGo。

## 图片

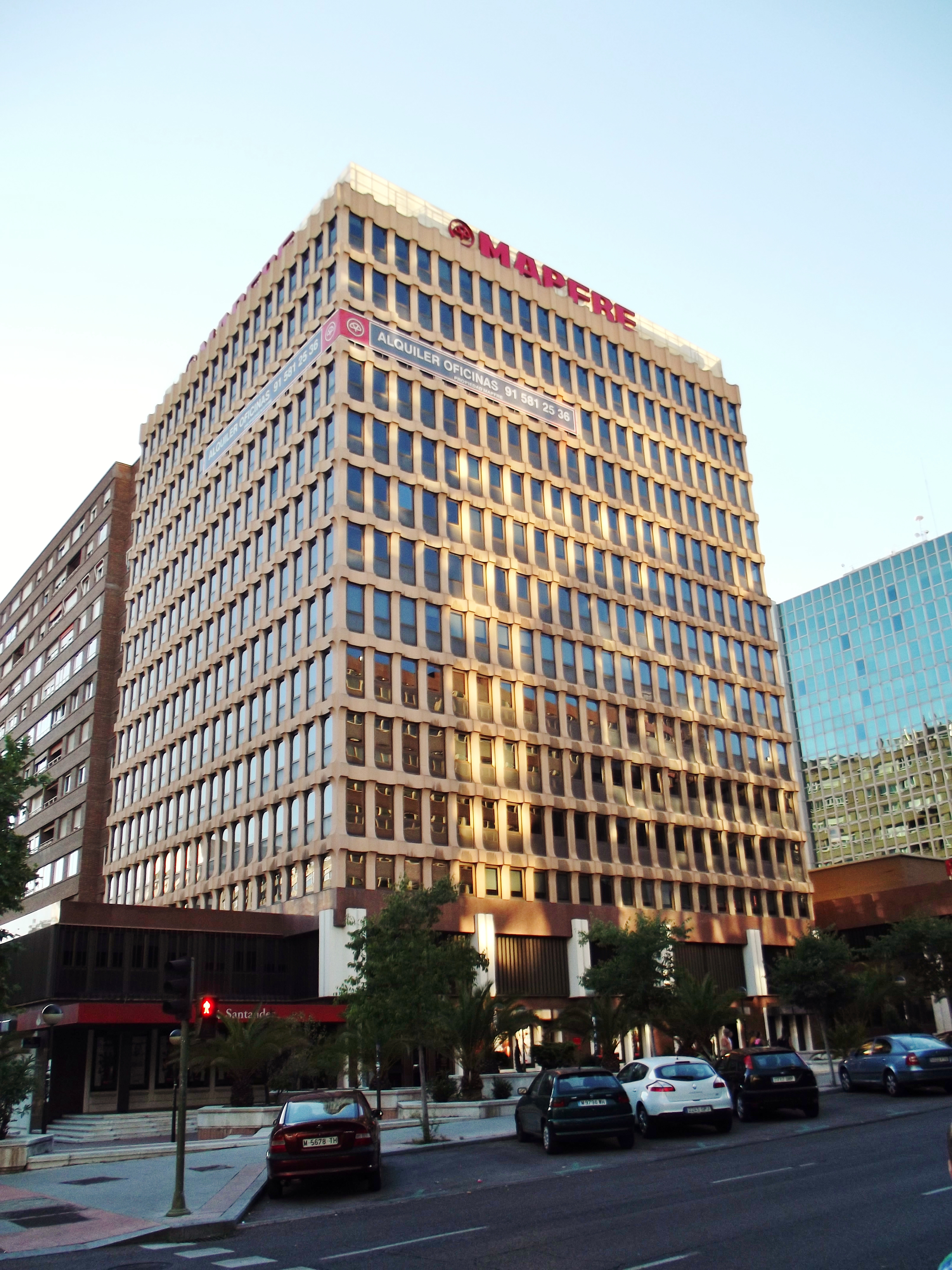
马德里
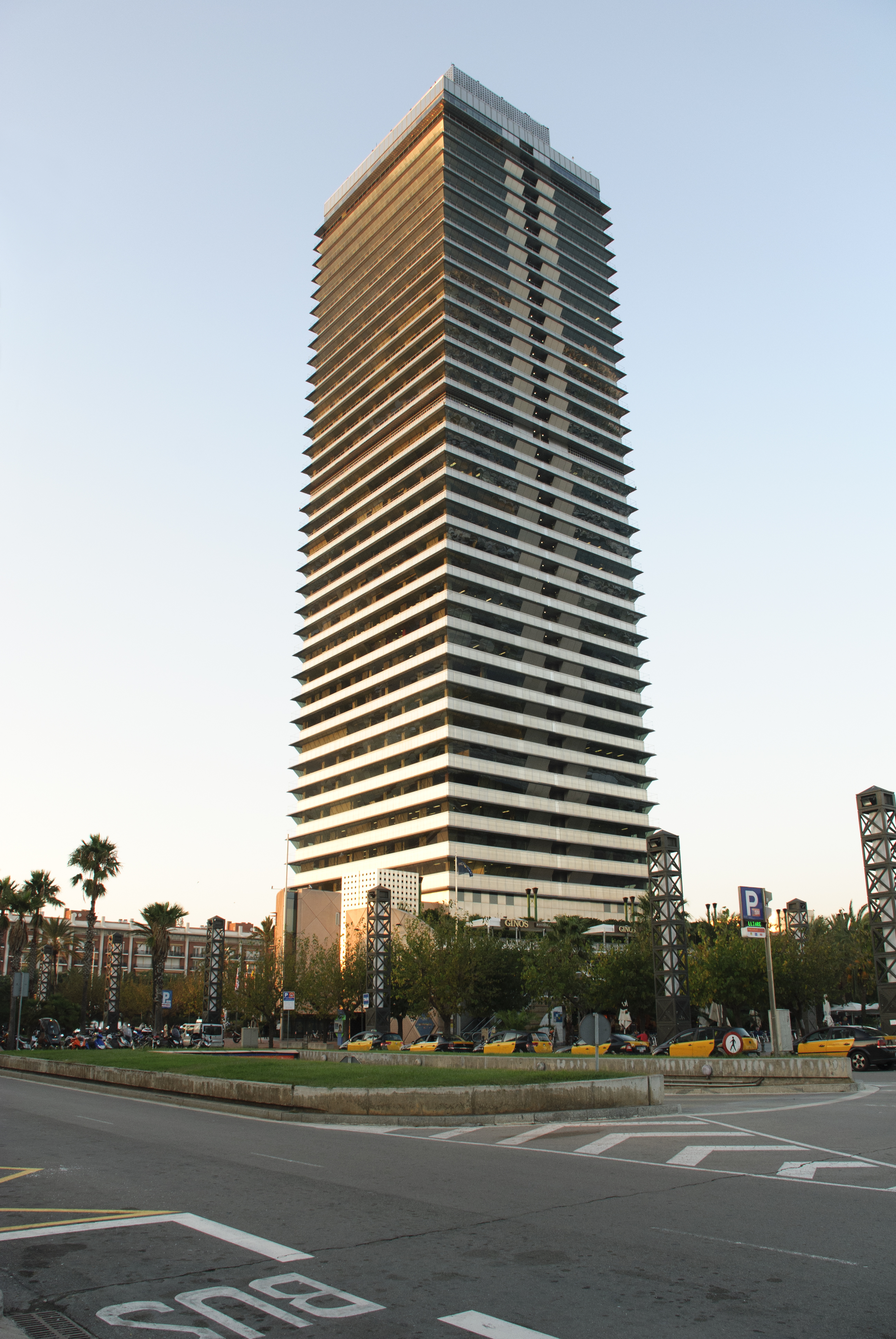
巴塞罗那曼弗雷大厦（西班牙语：Torre Mapfre）
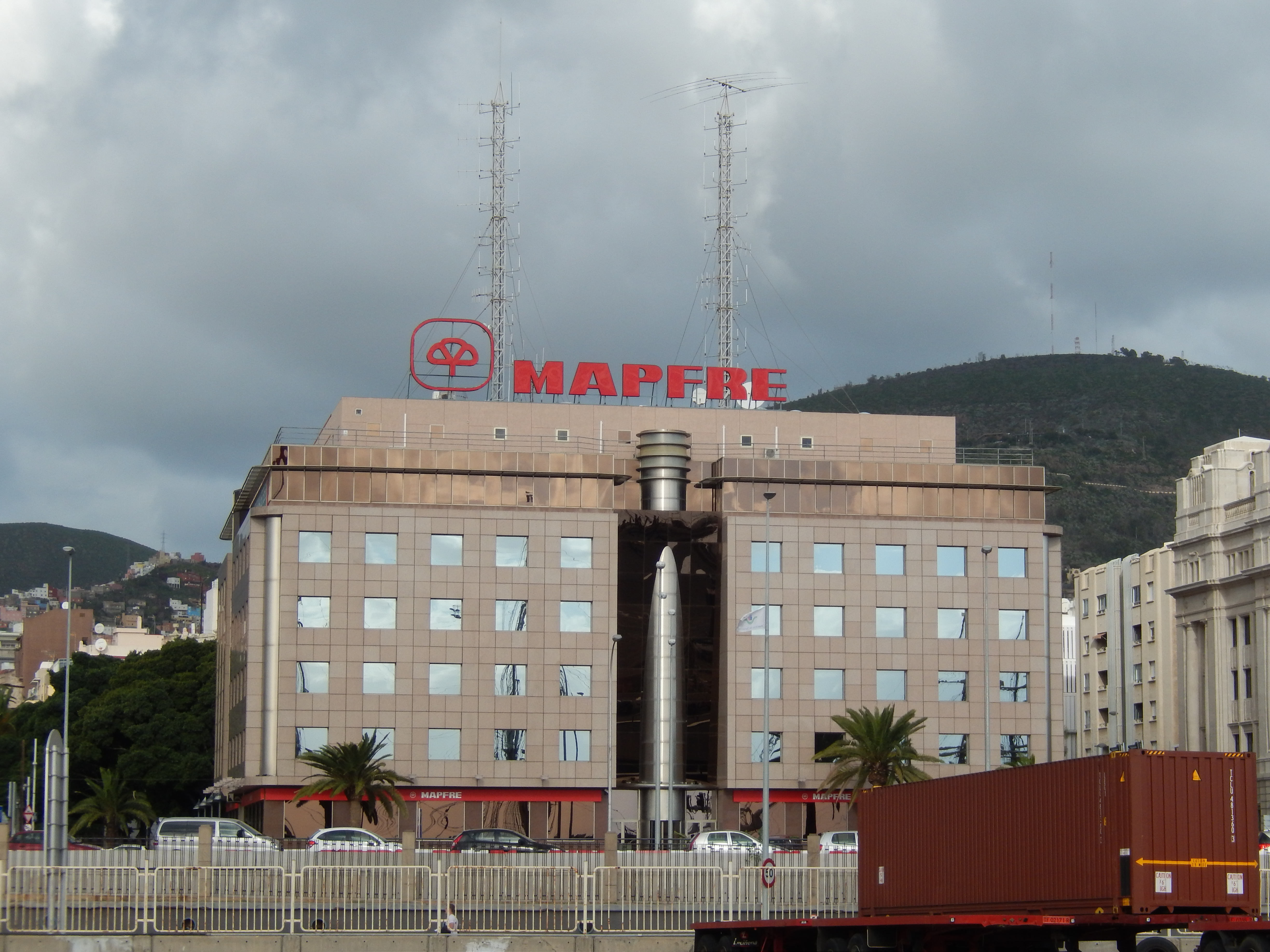
圣克鲁斯-德特内里费
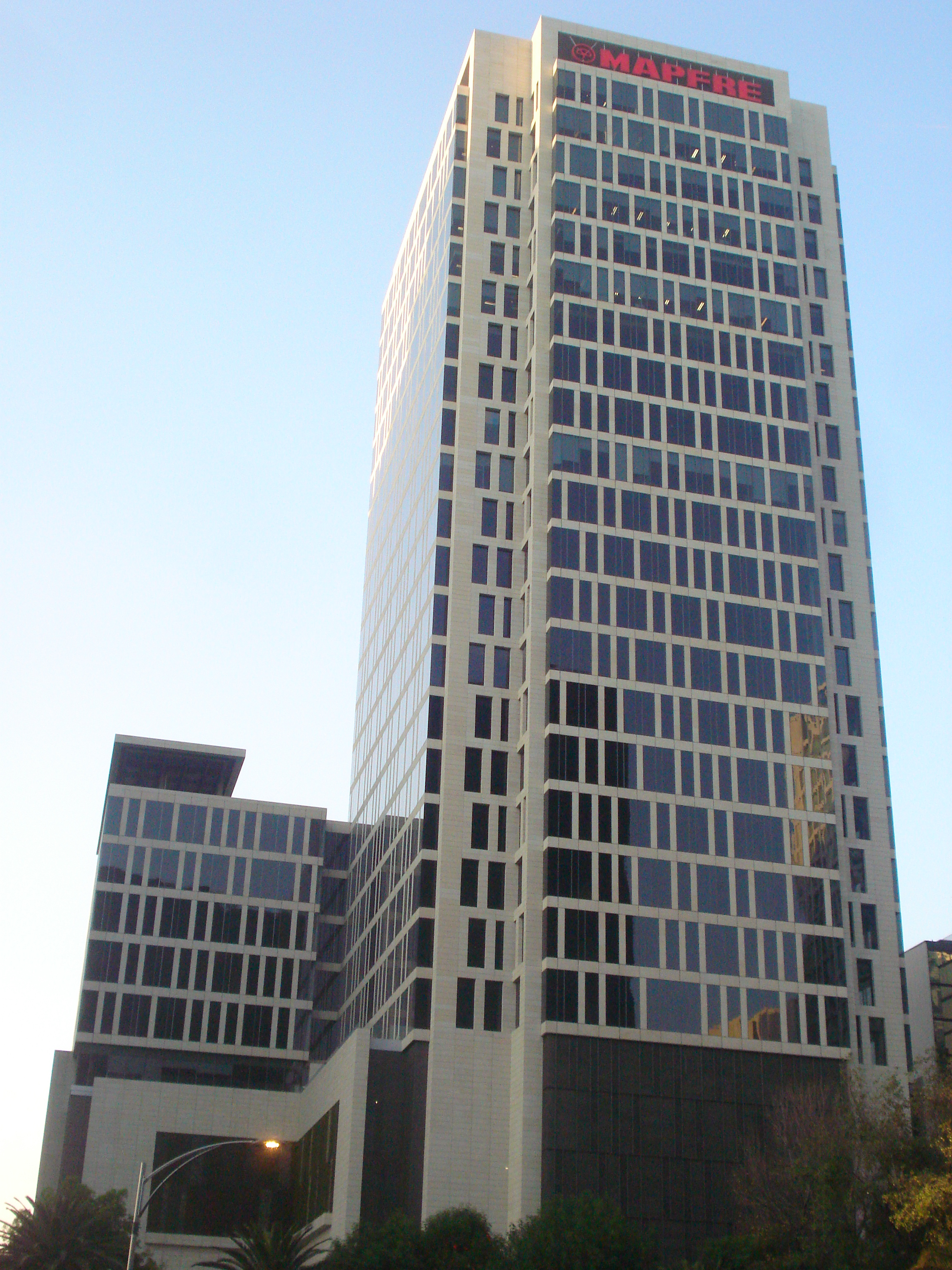
墨西哥城曼弗雷大厦（西班牙语：Torre Mapfre (México)）
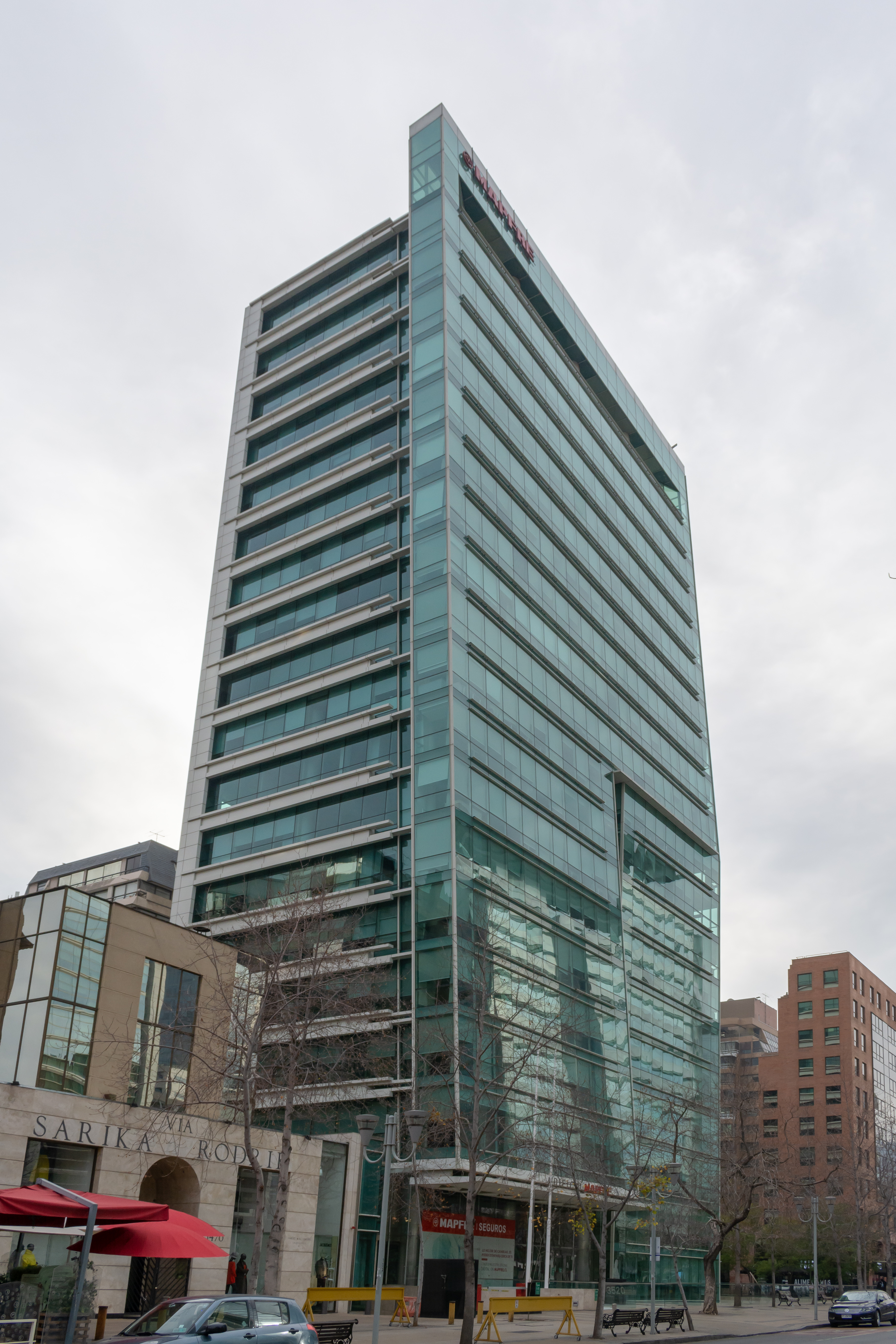
智利圣地亚哥

## 外部連結
- 官方网站
- MAPFRE Foundation （页面存档备份，存于）